# آقای شانس (فیلم ۱۳۳۸)
آقای شانس فیلمی به کارگردانی گرجی عبادیا و نویسندگی محمد درمبخش محصول سال ۱۳۳۸ است.

## خلاصه داستان
«نوروز» که کارش جاروکشی در تجارتخانه‌ای است، در جریان یک حادثه شانس به او روی می‌کند و پول زیادی به دست می‌آورد…

## بازیگران
- اصغر تفکری
- هوشنگ سارنگ
- داریوش اسدزاده
- چنگیز جلیلوند
- منصور والامقام
- پرخیده
- مورین
- نرگس
- اصغر تیموری
- پروین فولادی
- منصور سپهرنیا
- کارمن